# Pinnoite
La pinnoite è un minerale.